# Central City (Arkansas)
Central City est une ville située dans l’État américain de l'Arkansas, dans le comté de Sebastian.